# Langenstraße 31 (Stralsund)
Das Haus Langenstraße 31 in Stralsund ist ein denkmalgeschütztes Bauwerk in der Langenstraße.

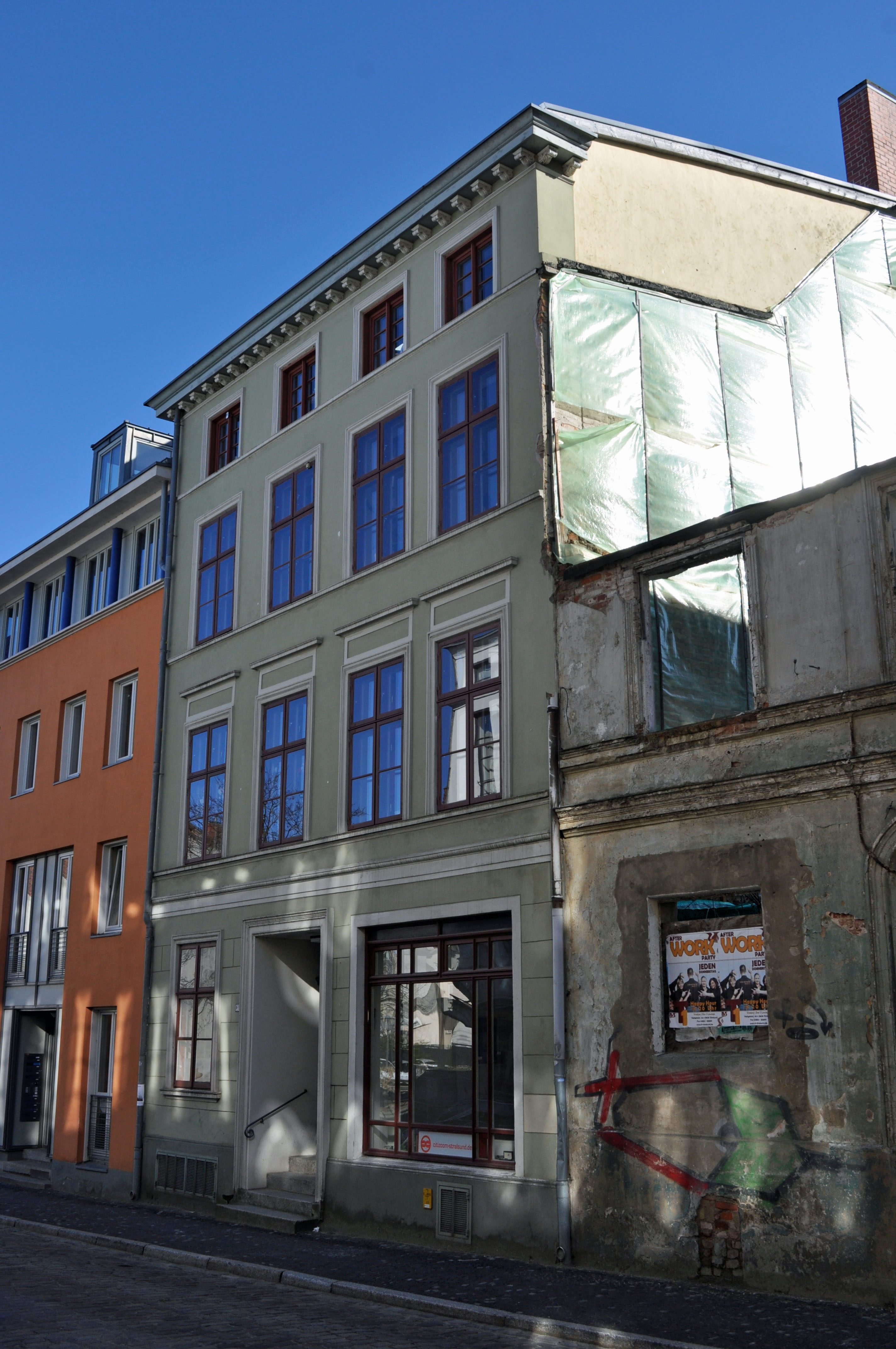
Haus Langenstraße 31 in Stralsund (2012)

Das Gebäude wurde im Jahr 1777 als zweigeschossiges Traufenhaus errichtet. Aus dieser Zeit stammt die zweiflüglige, geschnitzte Rokoko-Haustür. Im Jahr 1875 wurden zwei Geschosse aufgesetzt. Die Fassade wurde mit Stockwerkgesimsen und einem abschließenden Konsolgesims versehen.  das Haus wurde später restauriert.
Das Haus im Kerngebiet des von der UNESCO als Weltkulturerbe anerkannten Stadtgebietes des Kulturgutes „Historische Altstädte Stralsund und Wismar“ ist in die Liste der Baudenkmale in Stralsund eingetragen.